# Puccinia eragrostis-arundinaceae
Puccinia eragrostis-arundinaceae ist eine Ständerpilzart aus der Ordnung der Rostpilze (Pucciniales). Der Pilz ist ein Endoparasit des Süßgrases Eragrostis arundinacea. Symptome des Befalls durch die Art sind Rostflecken und Pusteln auf den Blattoberflächen der Wirtspflanzen. Sie ist ein Endemit Kasachstans.

## Merkmale

### Makroskopische Merkmale
Puccinia eragrostis-arundinaceae ist mit bloßem Auge nur anhand der auf der Oberfläche des Wirtes hervortretenden Sporenlager zu erkennen. Sie wachsen in Nestern, die als gelbliche bis braune Flecken und Pusteln auf den Blattoberflächen erscheinen.

### Mikroskopische Merkmale
Das Myzel von Puccinia eragrostis-arundinaceae wächst wie bei allen Puccinia-Arten interzellulär und bildet Saugfäden, die in das Speichergewebe des Wirtes wachsen. Aecien oder Spermogonien der Art sind nicht bekannt. Die Uredien des Pilzes sind, obwohl beobachtet, unbeschrieben. Ihre braunen Uredosporen sind 24–35 × 24–35 µm groß, annähernd kugelig und fein runzelig. Die Telien der Art wurden bislang nicht näher beschrieben, sie sind wahrscheinlich früh offenliegend. Die kastanienbraunen Teliosporen sind zweizellig, oberseitig und basal gerundet und 35–48 × 21–32 µm groß.

## Verbreitung
Das bekannte Verbreitungsgebiet von Puccinia eragrostis-arundinaceae umfasst lediglich Kasachstan.

## Ökologie
Die Wirtspflanze von Puccinia eragrostis-arundinaceae ist Eragrostis arundinacea. Der Pilz ernährt sich von den im Speichergewebe der Pflanzen vorhandenen Nährstoffen, seine Sporenlager brechen später durch die Blattoberfläche und setzen Sporen frei. Die Art verfügt über einen Entwicklungszyklus, von dem bislang lediglich Telien und Uredien sowie deren Wirt bekannt sind; Spermogonien und Aecien konnten dem Pilz nicht zugeordnet werden.